# Дуб великоплодий (Львів)
Дуб великопло́дий (Дуб Львівської Політехніки) — ботанічна пам'ятка природи місцевого значення в Україні. Зростає в межах міста Львова, на вулиці Бандери, 12 (територія Національного університету «Львівська політехніка»). 
Статус надано 20 березня 2018 року з метою збереження вікового дуба (дуб великоплодий, Quercus macrocarpa). Висота дерева — 29,5 м, вік — понад 170 років, діаметр стовбура — 1,51 м, поперечник крони — 31 м. Дуб зайняв 1-ше місце в номінації «Естетично цінне дерево Львівщини» конкурсу «Національне дерево України».